# پر رونتود
پر رونتود (دانمارکی: Per Røntved؛ زادهٔ ۲۷ ژانویهٔ ۱۹۴۹) بازیکن فوتبال اهل دانمارک بود.
از باشگاه‌هایی که در آن بازی کرده‌است می‌توان به باشگاه ورزشی وردر برمن اشاره کرد.
وی همچنین در تیم‌های ملی فوتبال زیر ۲۱ سال دانمارک و دانمارک بازی کرده‌است.